# Storby

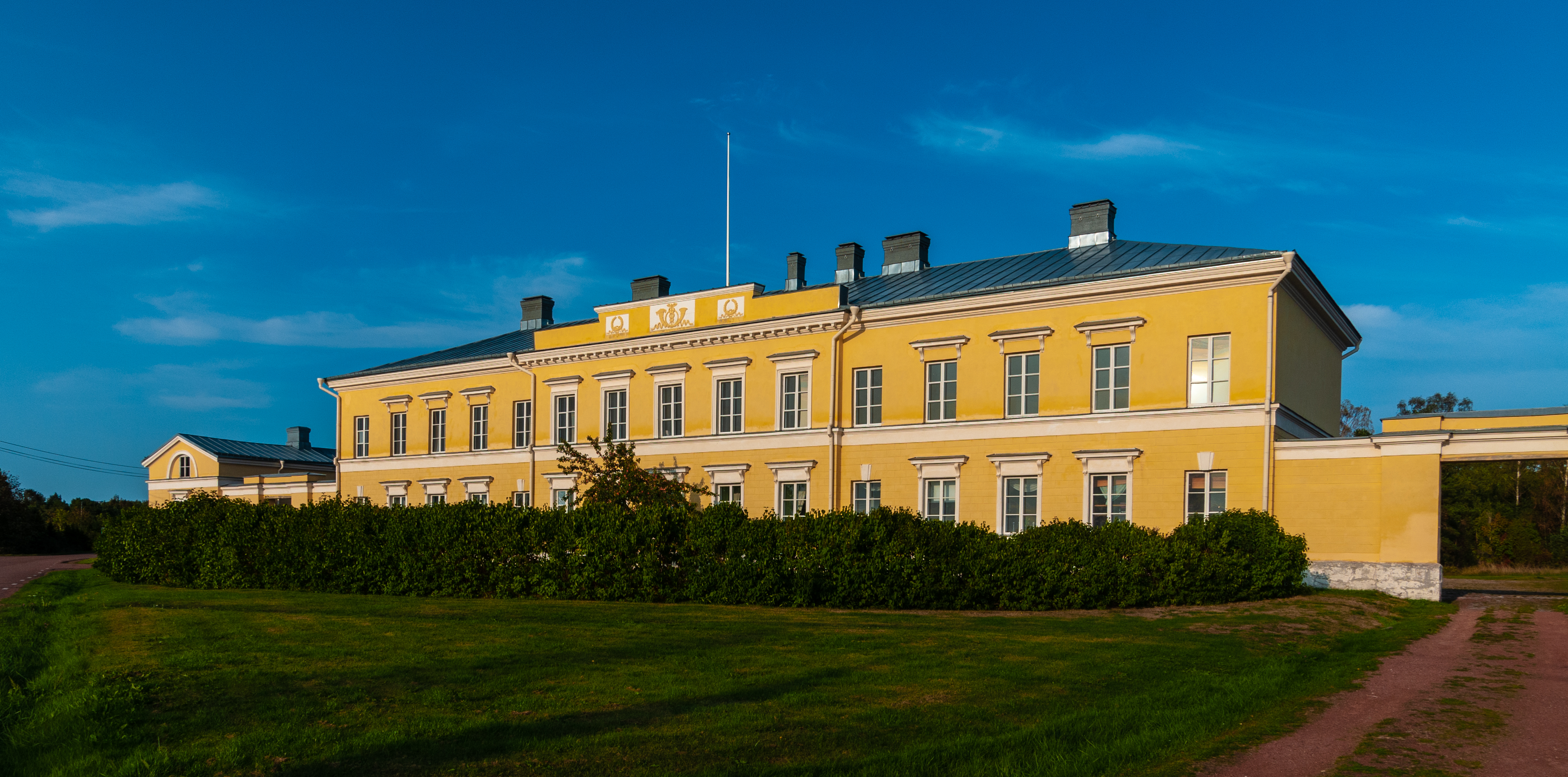
Het post- en tolhuis

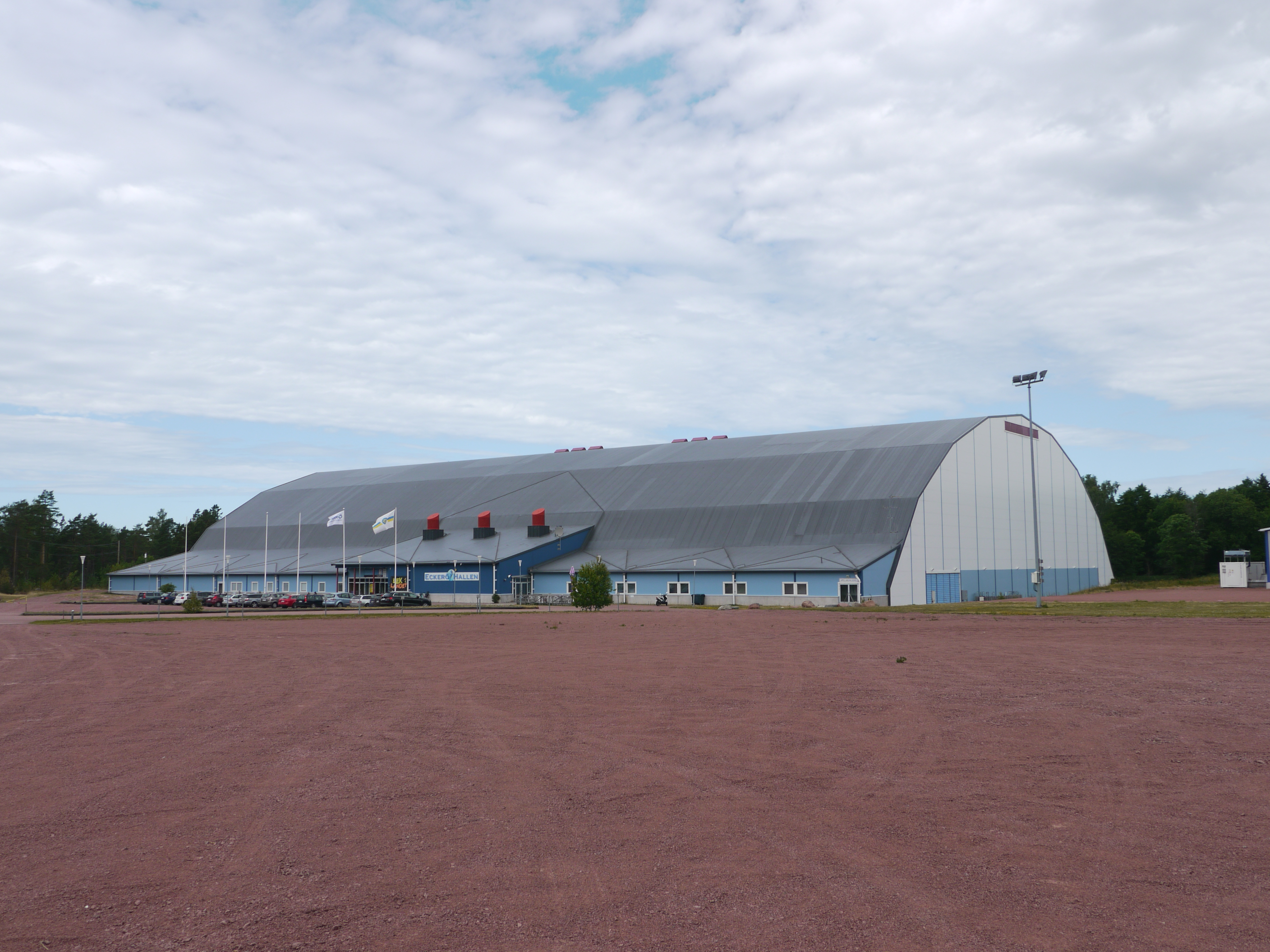
Eckeröhallen

Storby (Zweeds voor 'groot dorp') is een dorpje in de Ålandse gemeente Eckerö. In 2020 had het dorp 515 inwoners en is daarmee na de hoofdstad Mariehamn en Godby de derde plaats van Åland.
In het dorp bevindt zich de haven Berghamn van waaruit onder andere de veerboten van Eckerö linjen naar Zweden vertrekken. In het dorp bevindt zich ook het post- en tolhuis, een markant gebouw in empirestijl dat in de Russische periode werd gebouwd, dat op zee al van ver is te zien en dat het uiterste westpunt van het Russische keizerrijk markeerde. In dit gebouw bevindt zich momenteel een kunstcollectie, als dependance van Ålands kunstmuseum. Pal naast dit gebouw bevindt zich het postroutemuseum en er is ook een jacht- en visserijmuseum, en een klein openluchtmuseum annex bankmuseum. Net buiten Storby bevindt zich Åland's grootste sporthal: Eckeröhallen.